# Städtische Verkehrsbetriebe Salzburg
Die Städtischen Verkehrsbetriebe Salzburg waren ein österreichisches Verkehrsunternehmen aus Salzburg. Sie wurden 1940 gegründet, als die Straßenbahn Salzburg durch den Oberleitungsbus Salzburg ersetzt wurde. Während die Straßenbahn noch von der privaten Salzburger Eisenbahn- und Tramwaygesellschaft (SETG) im Auftrag der Stadt betrieben wurde, übernahm die Stadt Salzburg beim Oberleitungsbus selbst den Betrieb. Eigens zu diesem Zweck gründete man die hier behandelte Gesellschaft, es handelte sich somit um einen städtischen Eigenbetrieb. Dieser war anfangs ein reiner Oberleitungsbusbetreiber, kommunale Autobuslinien gab es damals noch nicht. Auf den Fahrzeugen war daher neben der Unternehmensbezeichnung Städtische Verkehrsbetriebe Salzburg und dem Stadtwappen teilweise auch noch der Zusatz Obus aufgeführt.
Zum 1. Oktober 1948 wurde schließlich auch die SETG, die sich bereits seit dem 1. Januar 1947 im Besitz der Stadt befand, in die Städtischen Verkehrsbetriebe Salzburg integriert. Diese waren damit fortan auch eine Bahngesellschaft und betrieben die Bahnstrecke Salzburg–St. Leonhard, die Bahnstrecke Salzburg–Lamprechtshausen, die Standseilbahn auf die Festung Hohensalzburg sowie – im Auftrag der Stieglbrauerei zu Salzburg – die sogenannte Stieglbahn. 
1950 wurde die Gesellschaft aufgelöst und mit den 1887 gegründeten Städtischen Elektrizitätswerken Salzburg zum neuen Unternehmen Salzburger Stadtwerke vereinigt. Ebenfalls 1950 wurde dann auch der städtische Autobusverkehr aufgenommen. Heutiges Nachfolgeunternehmen ist die am 15. September 2000 gegründete Salzburg AG.